# Ворохта Іван Іванович
Іва́н Іва́нович Ворохта (нар. 1 квітня 1966 — пом. 14 листопада 2014) — старший лейтенант Збройних сил України.

## Життєпис
Закінчив Верхньоводянську ЗОШ, проживав в селі Фонтанка.
У часі війни — військовослужбовець 28-ї окремої механізованої бригади, заступник командира батальйону по роботі з особовим складом.
Загинув 14 листопада 2014 року під час обстрілу колони поблизу аеропорту Донецька біля села Первомайське — військові виходили на ротацію та потрапили у засідку, машина згоріла. Тоді ж загинув солдат Руслан Біленко.
Похований у селі Фонтанка 18 листопада 2014 року.
Без Івана лишились мама, сестра Тетяна та його сім'я (жінка Юлія Ворохта та двоє синів Іван та Владислав).

## Нагороди та вшанування
- 14 березня 2015 року за особисту мужність і героїзм, виявлені у захисті державного суверенітету та територіальної цілісності України, вірність військовій присязі під час російсько-української війни, відзначений — нагороджений орденом Богдана Хмельницького (посмертно).[1]
- у Верхньоводянській ЗОШ відкрито меморіальну дошку випускнику Івану Ворохті.
- У селі Фонтанка Одеської області колишня вулиця Михайла Лермонтова перейменована у вулицю Івана Ворохти.